# Milwaukee Bucks 1991-1992
La stagione 1991-92 dei Milwaukee Bucks fu la 24ª nella NBA per la franchigia.
I Milwaukee Bucks arrivarono sesti nella Central Division della Eastern Conference con un record di 31-51, non qualificandosi per i play-off.

## Roster
| N° | Naz.                   | Ruolo | Sportivo          | Anno | Alt. | Peso |
| -- | ---------------------- | ----- | ----------------- | ---- | ---- | ---- |
| 3  | Stati Uniti (bandiera) | GA    | Dale Ellis        | 1960 | 201  | 93   |
| 8  | Stati Uniti (bandiera) | C     | Moses Malone      | 1955 | 208  | 98   |
| 10 | Stati Uniti (bandiera) | C     | Danny Schayes     | 1959 | 211  | 107  |
| 12 | Stati Uniti (bandiera) | G     | Steve Henson      | 1968 | 180  | 80   |
| 15 | Stati Uniti (bandiera) | G     | Lester Conner     | 1959 | 193  | 82   |
| 20 | Stati Uniti (bandiera) | GA    | Jeff Grayer       | 1965 | 196  | 91   |
| 21 | Stati Uniti (bandiera) | G     | Alvin Robertson   | 1962 | 191  | 84   |
| 24 | Stati Uniti (bandiera) | G     | Jay Humphries     | 1962 | 191  | 84   |
| 31 | Stati Uniti (bandiera) | AC    | Fred Roberts      | 1960 | 208  | 99   |
| 34 | Stati Uniti (bandiera) | A     | Jerome Lane       | 1966 | 198  | 104  |
| 40 | Stati Uniti (bandiera) | AC    | Frank Brickowski  | 1959 | 206  | 109  |
| 42 | Stati Uniti (bandiera) | AC    | Larry Krystkowiak | 1964 | 206  | 100  |
| 50 | Stati Uniti (bandiera) | AC    | Dave Popson       | 1964 | 208  | 100  |
| 54 | Stati Uniti (bandiera) | AC    | Brad Lohaus       | 1964 | 211  | 104  |

## Staff tecnico
- Allenatori: Del Harris (8-9) (fino al 4 dicembre)[1], Frank Hamblen (23-42)
- Vice-allenatori: Frank Hamblen (fino al 4 dicembre), Larry Riley, Butch Carter, Lee Rose (dal 4 dicembre)